# Harvest Moon 2
Harvest Moon 2 (牧場物語 GB2?, Bokujō Monogatari GB2) è un videogioco di simulazione per Game Boy Color sviluppato dalla Victor Interactive Software, ed è il secondo titolo pubblicato per una console portatile nella serie di videogiochi Harvest Moon. Obiettivo del gioco è coltivare una fattoria in modo da impedire che il terreno su cui si trova venga sfruttato per la costruzione di un parco dei divertimenti. Come nei precedenti giochi, il giocatore può scegliere di controllare un personaggio maschile o femminile.